# Den längsta dagen (bok)
Den längsta dagen är en bok 1959 av Cornelius Ryan. Boken handlar om förberedelserna och den första dagens aktiviteter under landstigningen i Normandie 6 juni 1944.

## Utgåvor på svenska
- 1960 - Den längsta dagen : D-dagen tisdagen den sjätte juni 1944
- 1967 - Den längsta dagen : D-dagen tisdagen den sjätte juni 1944
- 1976 - Den längsta dagen : D-dagen tisdagen den 6 juni 1944 ISBN 91-0-041647-9
- 1983 - Den längsta dagen : D-dagen tisdagen den sjätte juni 1944 ISBN 91-0-048373-7
- 2000 - Den längsta dagen : D-dagen den sjätte juni 1944 ISBN 91-0-057126-1
- 2003 - Den längsta dagen : D-dagen den sjätte juni 1944 ISBN 91-0-010241-5